# Distretto di Kitauwa
Il distretto di Kitauwa (北宇和郡, Kitauwa-gun?) è uno dei distretti della prefettura di Ehime, in Giappone.
Attualmente fanno parte del distretto i comuni di Kihoku e Matsuno.
| Controllo di autorità | VIAF (EN) 260223541 · NDL (EN, JA) 00400896 |